# Aristid Lindenmayer
Aristid Lindenmayer (ur. 17 listopada 1925, zm. 30 października 1989) – węgierski biolog, który opracował rodzaj języków formalnych, znanych dziś jako L-systemy lub systemy Lindenmayera (1968), za pomocą których modelował zachowanie komórek roślin; dziś służą one również do modelowania całych roślin.
Lindenmayer pracował nad drożdżami i pleśniami oraz badał wzorce wzrostu różnych rodzajów alg, np. niebieskozielonych bakterii Anabaena catenula. Pierwotnie L-systemy miały służyć jako opis formalny rozwoju tego rodzaju prostych organizmów wielokomórkowych oraz jako sposób ilustracji związków sąsiedzkich między komórkami roślin. Później rozszerzono go, by mógł opisywać rośliny wyższe i złożone struktury rozgałęziające się.

## Kariera
Lindenmayer studiował chemię i biologię na Uniwersytet im. Loránda Eötvösa w Budapeszcie od 1943 do 1948 roku, po czym obronił doktorat z fizjologii roślin na Uniwersytecie Michigan w 1956 roku. W 1968 roku był profesorem wizytującym, a rok później objął stanowisko profesora filozofii nauk o życiu i biologii na Uniwersytecie w Utrechcie. Od 1972 roku kierował grupą biologii teoretycznej na tym uniwersytecie.

## Publikacje
- Aristid Lindenmayer. Mathematical models for cellular interaction in development. „J. Theoret. Biology”. 18, s. 280—315, 1968.
- Przemysław Prusinkiewicz, Aristid Lindenmayer: The Algorithmic Beauty of Plants (The Virtual Laboratory). Springer-Verlag, 1990. ISBN 0-387-97297-8. (ang.). Brak numerów stron w książce (dostępne jako PDF)
- Więcej publikacji (ang.)